# Episodi di Rutherford Falls - Amici per la vita (prima stagione)
La prima stagione della serie televisiva Rutherford Falls - Amici per la vita è stata pubblicata sul servizio streaming Peacock TV il 22 aprile 2021.
In Italia è arrivata sulla medesima piattaforma il 15 febbraio 2022.
| nº | Titolo originale         | Titolo italiano         | Pubblicazione USA | Pubblicazione Italia |
| -- | ------------------------ | ----------------------- | ----------------- | -------------------- |
| 1  | Pilot                    | Rutherford Falls        | 22 aprile 2021    | 15 febbraio 2022     |
| 2  | Buckheart Lodge          | Buckheart Lodge         | 22 aprile 2021    | 15 febbraio 2022     |
| 3  | Aunt Ida's 90th Birthday | I 90 anni di zia Ida    | 22 aprile 2021    | 15 febbraio 2022     |
| 4  | Terry Thomas             | Terry Thomas            | 22 aprile 2021    | 15 febbraio 2022     |
| 5  | History Fair             | La fiera della storia   | 22 aprile 2021    | 15 febbraio 2022     |
| 6  | Negotiations             | Trattative              | 22 aprile 2021    | 15 febbraio 2022     |
| 7  | Rutherford Inc.          | Rutherford Inc.         | 22 aprile 2021    | 15 febbraio 2022     |
| 8  | Skoden                   | Un'alleanza inaspettata | 22 aprile 2021    | 15 febbraio 2022     |
| 9  | Stoodis                  | Cambiamenti             | 22 aprile 2021    | 15 febbraio 2022     |
| 10 | D'Angelos                | Radici                  | 22 aprile 2021    | 15 febbraio 2022     |